# Islas Palomino
Die Islas Palomino sind eine kleine Inselgruppe vor Callao. Auf ihnen leben ca. 5000 Mähnenrobben und jede Menge Meeresvögel. Sie gehören zu 22 Inseln entlang der peruanischen Küste, zu denen z. B. auch die Islas Ballestas gehören, die als Reserva Nacional Sistema de Islas, Islotes y Puntas Guaneras besonders geschützt sind.
Diese vier kleinen Eilande sind ca. 10 Kilometer vom Hafen von Callao entfernt und befinden sich östlich der Isla San Lorenzo. Das Gebiet umfasst 16,3 Hektar Land und 5139 Hektar Wasser. Auf dem Weg zu den Inseln sieht man auch die ehemalige Gefängnisinsel El Frontón. Die Inseln erheben sich maximal 14,5 Meter über den Meeresspiegel. Durch die Vielzahl an Vögeln, die dort leben, findet sich hier auch jede Menge Guano.
Zu den Seevögeln auf den Inseln gehören Simeonsmöwe (Larus belcheri Vigors, 1829), Dominikanermöwe (Larus dominicanus Lichtenstein, 1823) Guanokormoran (Leucocarbo bougainvillii (Lesson, 1837)), Inkaseeschwalbe (Larosterna inca (Lesson & Garnot, 1827)), Guanotölpel (Sula variegata (von Tschudi, 1832)), Chilepelikan (Pelecanus thagus Molina, 1782), Olivenscharbe (Phalacrocorax brasilianus (Gmelin, 1789)), Buntscharbe (Phalacrocorax gaimardi (Lesson & Garnot, 1828)), Nachtreiher (Nycticorax nycticorax (Linnaeus, 1758)), Rabengeier (Coragyps atratus (Bechstein, 1793)), Truthahngeier (Cathartes aura (Linnaeus,  1758)), Peruanertriel (Burhinus superciliaris (von Tschudi, 1843)), Südlicher Felsuferwipper (Cinclodes nigrofumosus (d’Orbigny & Lafresnaye, 1838)), Braunmantel-Austernfischer (Haematopus palliatus Temminck, 1820) und Humboldt-Pinguin (Spheniscus humboldti Meyen, 1834).